# (10557) Rowland
(10557) Rowland (1993 RL5) – planetoida z pasa głównego asteroid okrążająca Słońce w ciągu 3,6 lat w średniej odległości 2,35 j.a. Odkryta 15 września 1993 roku.